# Гроссо, Джулия
Джулия Анджела Гроссо (итал. Julia Angela Grosso; род. 29 августа 2000, Ванкувер, Британская Колумбия) — канадская футболистка итальянского происхождения, полузащитница клуба «Чикаго Старз» и сборной Канады по футболу. Олимпийская чемпионка (2020).

## Карьера

### Клубная
На студенческом уровне в течение трёх сезонов играла за команду «Техас Лонгхорнс», команду представляющую Техасский университет в Остине; за три сезона сыграла 60 матчей и забила 21 гол.
В декабре 2021 года переехала в Италию, где подписала однолетний контракт с «Ювентусом». По итогам дебютного сезона в составе «бьянконери» она стала чемпионкой Италии, а также выиграла Кубок и Суперкубок Италии.
24 мая 2022 года подписала с «Ювентусом» новый контракт сроком на два года.

### Международная
Играла за юниорскую сборную Канады на юношеский чемпионат мира 2016, на котором канадки, заняв третье место в группе, не пробились в плей-офф.
В составе сборной Канады по футболу играла на чемпионате мира 2019 года, выходя на замены по ходу матчей; по итогам турнира Канада вылетела в 1/8 финала, проиграв сборной Швеции по футболу со счётом 1:0.
Летом 2021 года играла за сборную на Олимпиаде в Токио; в финале против Швеции, она реализовала решающий удар в серии послематчевых пенальти, принеся канадской сборной первое в истории олимпийское золото.
Летом 2023 года была включена в состав сборной Канады для участия на чемпионате мира 2023 года. По итогам группового этапа Канада покинула турнир на групповом этапе, заняв третье место в своей группе; на турнире Гроссо сыграла в трёх матчах из трёх.

## Достижения
«Ювентус»
- Чемпионат Италии по футболу среди женщин[англ.]: 2021/22
- Кубок Италии по футболу среди женщин (2): 2021/2022, 2022/2023
- Суперкубок Италии по футболу среди женщин: 2022, 2023

### В сборной
- Победительница летних Олимпийских игр: 2020